# أوليفر وود
أوليفر وود (بالإنجليزية: Oliver Wood)‏ هو مصور سينمائي وممثل بريطاني، ولد في 2 أبريل 1950 بلندن في المملكة المتحدة. بدأ مشواره المهني سنة 1967.

## أعمال

### أفلام
- (1990) موت قاسي 2[5][6][7]
- (1996) يومان في الوادي[8]
- (1997) الوجه المخلوع[9][10][11]
- (2000) يو - 571[12]
- (2002) مغامرات بلوتو ناش
- (2002) هوية بورن[13]
- (2003) الجمعة العجيبة[14][15]
- (2004) سيادة بورن
- (2005) أربعة مذهلون
- (2006) قصة ريكي بوبي[16]
- (2007) إنذار بورن[17]
- (2008) إخوة غير أشقاء[18][19]
- (2009) بدائل[20][21]
- (2010) الشخصان الآخران[22][23]
- (2012) مخبأ[24]
- (2013) الأسطورة تستمر[25]
- (2013) مسدسان[26][27]
- (2015) الطفل 44[28][29]
- (2016) بن هور
- (2016) لا عودة مطلقا[30]
- (2016) غريمسبي[31]
- (2018) المعادل 2
- (2018) هولمز وواطسون

## وصلات خارجية
- أوليفر وود على موقع IMDb (الإنجليزية)
- أوليفر وود على موقع ألو سيني (الفرنسية)
- أوليفر وود على موقع أول موفي (الإنجليزية)
- أوليفر وود على موقع بوكس أوفيس موجو (الإنجليزية)
- أوليفر وود على موقع قاعدة بيانات الأفلام السويدية (السويدية)
- أوليفر وود على موقع قاعدة بيانات الفيلم (الإنجليزية)
- أوليفر وود على موقع كينوبويسك (الروسية)